# Гадсон-Фоллс (Нью-Йорк)
Гадсон-Фоллс (англ. Hudson Falls) — селище (англ. village) в США, в окрузі Вашингтон штату Нью-Йорк. Населення — 7427 осіб (2020).

## Географія
Гадсон-Фоллс розташований за координатами 43°18′17″ пн. ш. 73°34′54″ зх. д. / 43.30472° пн. ш. 73.58167° зх. д. (43.304735, -73.581587).  За даними Бюро перепису населення США в 2010 році селище мало площу 4,90 км², з яких 4,74 км² — суходіл та 0,15 км² — водойми.

## Демографія
Згідно з переписом 2010 року, у селищі мешкала 7281 особа в 2997 домогосподарствах у складі 1801 родини. Густота населення становила 1487 осіб/км².  Було 3195 помешкань (653/км²).
Расовий склад населення:
| - 96,4 % — білих - 1,1 % — чорних або афроамериканців - 0,4 % — азіатів - 0,1 % — корінних американців |

До двох чи більше рас належало 1,7 %. Частка іспаномовних становила 1,5 % від усіх жителів.
За віковим діапазоном населення розподілялося таким чином: 24,1 % — особи молодші 18 років, 62,9 % — особи у віці 18—64 років, 13,0 % — особи у віці 65 років та старші. Медіана віку мешканця становила 36,6 року. На 100 осіб жіночої статі у селищі припадало 92,3 чоловіків;  на 100 жінок у віці від 18 років та старших — 88,0 чоловіків також старших 18 років.
Середній дохід на одне домашнє господарство  становив 49 697 доларів США (медіана — 42 392), а середній дохід на одну сім'ю — 55 262 долари (медіана — 48 179). Медіана доходів становила 41 406 доларів для чоловіків та 31 806 доларів для жінок. За межею бідності перебувало 24,9 % осіб, у тому числі 35,3 % дітей у віці до 18 років та 8,3 % осіб у віці 65 років та старших.
Цивільне працевлаштоване населення становило 3314 осіб. Основні галузі зайнятості: освіта, охорона здоров'я та соціальна допомога — 25,1 %, роздрібна торгівля — 18,4 %, виробництво — 15,4 %.